# Kaziramihunda (vattendrag i Burundi, Muramvya)
Kaziramihunda är ett vattendrag i Burundi.   Det ligger i provinsen Muramvya, i den nordvästra delen av landet, 28 kilometer nordost om huvudstaden Bujumbura.
Omgivningarna runt Kaziramihunda är en mosaik av jordbruksmark och naturlig växtlighet. Runt Kaziramihunda är det tätbefolkat, med 308 invånare per kvadratkilometer.